# Тшцин
Тшцин (пол. Trzcin, нім. Rohrfeld) — село в Польщі, у гміні Ґродзічно Новомейського повіту Вармінсько-Мазурського воєводства.
Населення — 245 осіб (2011).
У 1975-1998 роках село належало до Торунського воєводства.

## Демографія
Демографічна структура станом на 31 березня 2011 року:
|          | Загалом | Допрацездатний вік | Працездатний вік | Постпрацездатний вік |
| -------- | ------- | ------------------ | ---------------- | -------------------- |
| Чоловіки | 130     | 23                 | 93               | 14                   |
| Жінки    | 115     | 23                 | 64               | 28                   |
| Разом    | 245     | 46                 | 157              | 42                   |